# Poromya granulata
Poromya granulata is een tweekleppigensoort uit de familie van de Poromyidae. De wetenschappelijke naam van de soort is voor het eerst geldig gepubliceerd in 1839 door Nyst & Westendorp.